# 世にも不思議なランキング なんで?なんで?なんで?
『世にも不思議なランキング なんで?なんで?なんで?』（よにもふしぎならんきんぐ なんで?なんで?なんで?）は、TBS系列で、2015年4月20日から12月7日まで、毎週月曜20:00 - 20:54（JST）に放送されていた情報バラエティ番組。全22回。

## 概要
TBSテレビは前身のラジオ東京テレビ（KRT）時代の1956年4月から59年間にわたり、『ナショナル ゴールデン・アワー』（この時代の放送枠は月曜20:30 - 21:00）→『ナショナル劇場』→『パナソニック ドラマシアター』→『月曜ミステリーシアター』と、ドラマ枠を編成し続けた（詳細はこれらの項目を参照）。しかし、これを2014年度一杯（2015年1月 - 3月期の「警部補・杉山真太郎〜吉祥寺署事件ファイル」の終了）をもって廃止することにし、バラエティ番組に転換することになった。その第1弾が当番組である。
2014年10月12日に『スパニチ!!』枠で放送し、2015年1月2日放送された『世にも不思議なランキングSHOW なんでランクインしたんですか?』（よにもふしぎなランキングショー なんでランクインしたんですか?）、2013年12月8日に同じく『スパニチ!!』枠で放送された『あの町はなんで1位なの?』をレギュラー化したもので、番組はタカアンドトシがメインMCを務め、毎回あるテーマに沿ったランキングを基に、それがなぜランク入りしたのかを追求する情報番組である。TBSテレビ月曜20時枠で1時間バラエティ番組が放送されるのは、『ナショナル劇場』時代の1966年10月3日から10月17日まで放送された『トッポ・ジージョ・イン・ジャパン』以来、実に48年半ぶりであるが、過去に放送された同時間帯のバラエティ番組の実績は、いずれもつなぎ編成だったため、期間を定めないバラエティ番組としては、開局以来初めてとなる。さらに、腸捻転解消後では史上初めてとなる。
レギュラー版開始1か月前の2015年3月8日には、再び『スパニチ!!』枠でパイロット版が放送された。
それまで先述のドラマ枠時代は、19:00からの2時間スペシャルは「初回拡大スペシャル」のみだったが、番組が変更されてからは、5月18日放送分は非改編期では初の2時間SPとなり、6月1日にも2時間SPが放送された。この様な改編期以外に19:00から2時間SPを放送する場合、当日の19時台を自主編成とする局においては、20:00 - 20:54にTBSからの裏送りで54分短縮版を放送していた。ただしTBSオンデマンドで次回放送前まで無料配信を行っており、該当地域でも2時間版を見ることは可能だった。
2015年8月17日からランキングを扱わなくなり、『なんで?な事件簿シリーズ』を始めてリニューアル。番組内容が、フジテレビの『奇跡体験!アンビリバボー』に類似した内容になっていた。
2015年12月7日の2時間SPをもって、最終回となった。最終回では大半の新聞のテレビ欄に最終回マークはなく、番組終了のあいさつはおろか、終了告知のナレーションやテロップは一切ないまま終わった。後番組の『直撃!コロシアム!! ズバッと!TV』開始まで、年末年始特番を経て、そのままつなぎ編成（主に『私の何がイケないの?』の2時間スペシャルなど）に移行している。

## 内容
世の中のランキングで、意外なものが上位または最下位などになっていることを取り上げ、その理由を取材する。最終的に当事者に報告書を提出し、承認のハンコをもらうまでをVTRにする（承認者が外国人の場合はサインで代用）。
毎回、取材に行き詰まって市町村の役場に行く場合、必ず「噂の!東京マガジンなら当然最初に行くべき場所」というナレーションが入る場面がある。

## 出演者

### 司会
- タカアンドトシ
  - タカ
  - トシ

### アシスタント
- 小倉弘子（TBSアナウンサー）

## 放送リスト
| 回           | 放送日         | 放送内容 | ゲスト | 備考                     |
| パイロット版 | パイロット版   | パイロット版 | パイロット版                                                                                               | パイロット版             |
| ------------ | -------------- | --- | --- | ------------------------ |
| 1            | 2014年10月12日 | 海外で検索された日本食ランキング - 2位・えだまめ 外国人に人気の日本の宿泊施設ランキング - 4位・ファミリーイン西向 カレールーの支出金額が多い町ランキング - 1位・新潟県新潟市 遊園地などの入場者数ランキング - 3位・刈谷ハイウェイオアシス 焼肉店の数が多い町ランキング - 1位・長野県飯田市 金融機関顧客満足度ランキング - 4位・大垣共立銀行 | |                          |
| 2            | 2015年1月2日   | 遊園地などの入場者数ランキング（再放送） 外国人に人気の日本のレストラン - 2位・Center4 Hamburgers（岐阜県高山市） すし（外食）支出金額ランキング - 1位・栃木県宇都宮市 公衆浴場の数ランキング - 1位・青森県八戸市 | |                          |
| 3            | 2015年3月8日   | 外国人に人気の日本の宿泊施設ランキング（再放送） 宿泊施設の客室数ランキング - 最下位・奈良県 コタツを持っていない都道府県 - 1位・北海道 | |                          |
| レギュラー版 |                | | |                          |
| 1            | 2015年4月20日  | コタツの所有率ランキング（再放送） パンを食べる町ランキング - 1位・京都府京都市 お金遣いが一番荒い町ランキング - 1位・富山県富山市 好きなコンビニエンスストアランキング - 1位・セイコーマート インスタントラーメンを一番食べる町ランキング - 1位・青森県青森市 | 岩下尚史 桐谷健太 柴田理恵 JOY 本田望結                                                                    | 2時間SP（19:00 - 20:54） |
| 2            | 2015年4月27日  | サービスエリア グルメ売上ランキング - 1位・お好みたい焼き（東北自動車道 羽生SA上り線） 口紅をよく使う町ランキング - 1位・高知県高知市 | 伊藤淳史 尾木直樹 柴田理恵 ジャングルポケット                                                              |                          |
| 3            | 2015年5月4日   | ダイソー呉レクレ店の売上ランキング - 1位・アイロングローブ コロッケを食べる町ランキング - 1位・福井県福井市 | 石塚英彦（ホンジャマカ） おのののか 加藤茶 岸博幸                                                          |                          |
| 4            | 2015年5月18日  | Yahoo!きっずで検索される人名 - 2位・ルイ・ブライユ 犬の種類登録数ランキング - 2003年に突如3位に登場、2008年から1位・プードル マヨネーズを使う町 - 1位・鳥取県鳥取市 海外で検索された日本食 （再放送） イタリアのスーパーで人気の日本食材 - 2位・ゼンパスタ 猫の名前ランキング - 1位・モモ 姫路市の人気レストランランキング - 1位・えきそば姫路駅店 | アンガールズ 本田望結 尾木直樹 石塚英彦（ホンジャマカ） 岸博幸 柴田理恵 JOY ねば～る君 松野明美 和田アキ子 | 2時間SP（19:00 - 20:54） |
| 5            | 2015年6月1日   | 10～60代本の買い方ランキング - 「ネットで買う」の最下位と「本屋で買う」の1位・10代 自転車屋が多い町ランキング - 最下位・沖縄県 納豆の消費量が多い町ランキング - 2位・茨城県水戸市 日本の外食チェーン海外店舗数ランキング - 1位・味千ラーメン トウガラシの収穫量ランキング - 1位・東京都 外国人がラーメンについて調べたもの - 1位・ラーメンバーガー 赤ちゃんがたくさん生まれる病院ランキング - 1位・熊本県福田病院 | 岸博幸 JOY ねば～る君 松野明美 和田アキ子                                                                  | 2時間SP（19:00 - 20:54） |
| 6            | 2015年6月8日   | お茶の生産量が多い町 - 1位・鹿児島県南九州市 うなぎの収穫量ランキング - 1位・鹿児島県 富士山登山者数の割合 - 1位・山梨県吉田ルート 全国高等学校サッカー選手権大会県別勝利数 - 5位・静岡県 外国人が日本について調べたもの - 10位・ラビットアイランドジャパン 図書館の来館者数ランキング - 1位・岡山県立図書館 タクシードライバー個人売上ランキング - 1位・邢雲龍（中国人） | 岡田圭右（ますだおかだ） 鈴木奈々 松嶋尚美                                                                 |                          |
| 7            | 2015年6月15日  | 貯金が多い町ランキング - 2位・香川県、3位・徳島県 スマートフォンを持っている町ランキング - 2位・滋賀県 てんやのお持ち帰りが多い店舗 - 1位・ビーンズ赤羽店 イタリア料理店が多い町ランキング - 2位・群馬県 | いとうあさこ 尾木直樹 JOY                                                                                  |                          |
| 8            | 2015年6月22日  | 熊本のお弁当屋さん店舗数ランキング - 1位・おべんとうのヒライ 函館のファーストフード店舗数ランキング - 1位・ラッキーピエロ 茨城のファミレス店舗数ランキング - 4位・ばんどう太郎 ケチャップをよく使う町ランキング - 1位・和歌山県和歌山市 イタリアのスーパーで人気の日本食材（再放送） イタリアで人気の冷凍食品ランキング - 2位・SURIMI イタリア（フィレンツェ）で人気のダイエット・健康食品ランキング - 1位・SEITAN（生麩） 味噌をよく使う町ランキング - 38位・愛知県名古屋市 | 鈴木奈々 柴田理恵 JOY 平泉成                                                                               | 2時間SP（19:00 - 20:54） |
| 9            | 2015年7月20日  | 大分県の回転寿司店舗数ランキング - 1位・寿司めいじん 沖縄県のハンバーガーチェーン店舗数ランキング - 2位・A&W 奈良県のファミレス店舗数ランキング - 2位・ベビーフェイスプラネッツ 丸亀製麺店舗別売上ランキング - 4年連続1位・ワイキキ店 アイスクリームをよく食べる町ランキング - 最下位・那覇市 尼御前SA（石川県）の人気お土産ランキング - 2位・迷彩柄サンダル、4位・迷彩柄Tシャツ サービスエリア グルメ売上ランキング（再放送） サービスエリア人気丼ランキング - 3位・栄光の丼（常磐自動車道友部SA上り） 関東発日帰りツアー売れ筋ランキング - 2位・チャツボミゴケ公園 国民宿舎人気ランキング - 26年連続1位・鵜の岬（茨城県） 食中毒の危険が潜む食べ物ランキング - 4位・一晩寝かせたカレー、2位・真空パック食品 | あき竹城 石塚英彦（ホンジャマカ） 竹山隆範（カンニング） 本田望結                                          | 2時間SP（19:00 - 20:54） |
| 10           | 2015年7月27日  | 女性が勘違いしている、シミ・シワを招く危険なことランキング - 1位・朝のフルーツや野菜、冷水で顔を洗う、3位・サングラス タクシードライバー個人売上ランキング（再放送） 実演販売員の個人売上ランキング - 1位・西川仁大（東急ハンズ名古屋店） 長野県のかっぱ寿司ネタ別売上ランキング - 1位・サラダ軍艦 | 勝俣州和 高畑淳子 祥子                                                                                     |                          |
| 11           | 2015年8月10日  | 向井理＆綾野剛が本気で選んだ!「明日買いたい!」 ナイスアイデア100均グッズ・BEST10（協力ダイソー/キャンドゥ） | 菊池桃子 濱口優（よゐこ） 渡辺直美                                                                         |                          |
| 12           | 2015年8月17日  | ランキングなし（タクシー少女誘拐事件は「なんで?」早期解決したのか?特集） | 綾野剛 松嶋尚美（オセロ） 向井理                                                                           |                          |
| 13           | 2015年8月31日  | | 綾野剛 松嶋尚美 向井理                                                                                     |                          |
| 14           | 2015年9月7日   | | あき竹城 小島瑠璃子 JOY                                                                                    |                          |
| 15           | 2015年9月14日  | | 岡田圭右（ますだおかだ） 竹山隆範（カンニング） 鈴木奈々                                                   |                          |
| 16           | 2015年9月21日  | | いとうあさこ 梅沢富美男 柴田理恵                                                                           |                          |
| 17           | 2015年10月19日 | | あき竹城 JOY                                                                                               |                          |
| 18           | 2015年10月26日 | | 黒沢かずこ（森三中） 田山涼成                                                                              |                          |
| 19           | 2015年11月2日  | | 高田延彦 瀬川瑛子                                                                                          |                          |
| 20           | 2015年11月9日  | | 岡田圭右（ますだおかだ） 鈴木奈々                                                                          |                          |
| 21           | 2015年11月30日 | 悪徳不動産VS証拠調査士 | 竹山隆範（カンニング） 財前直見                                                                            |                          |
|              | 2015年12月4日  | 大阪SP | いとうあさこ 岡田圭右（ますだおかだ） 堀ちえみ                                                             | 特別編（2:53 - 3:50）    |
| 22           | 2015年12月7日  | 住宅GメンVS悪徳リフォーム会社 国税局査察部（通称マルサ）VS伝説のクラブママ 生活保護GメンVS不正で生活保護を受けている悪党 | あき竹城 サバンナ 高橋克実 ホラン千秋                                                                      | 2時間SP（19:00 - 20:54） |

## 主なスタッフ
- 総合演出：佐藤三生
- 構成：堀田延、張眞英、内藤高淑、あだち昌也、河口ワタル、杉山文三枝、山崎駿、石田雄二郎
- ナレーター：津野まさい、高地真吾
- TM：近藤明人
- TD：早川征典、山下直
- VE：宮本民雄
- CC：廣岡達之
- 音声：石堂遼子、菅原正巳
- 照明：渋谷康治
- 美術プロデューサー・デザイン：太田卓志（以前は美術デザイナー）
- 美術制作：澁谷政史
- 装置：相良比佐夫
- 操作：権田博之
- 電飾：小林賢次
- アクリル装飾：青木剛
- 装飾：篠原直樹
- 花装飾：菊地起矢、林佳子
- メイク：梅原恵里
- 編集：加福大、伊藤芳行
- MA：宮嶌宏道
- 音効：Freedom Of Zack
- TK：常藤直子
- リサーチ：Bリサーチ、甲谷北斗、パレット
- CG：大隅商店
- イラスト：グレートインターナショナル、Little Bear
- 技術協力：コスモ・スペース、ザ・チューブ
- 編成：岸田大輔
- 宣伝：田中瑞穂
- 制作進行：川岸宏彰
- デスク：石川素子、中野恵子
- AD：若原誉起、大澤佑一郎、林洋介、佐々木勇太、渕聡、田村拓哉、武田欣樹、松山容子、河野玖美
- ディレクター：飯島冬貴、平野亮一、大垣ジョー、杉本諭久、斉藤哲夫、鷹中亮介、大槻圭介、川村公人、犬飼義啓、飯島拓哉、松谷夢々
- MP（マネージメントプロデューサー）：稲見亜矢
- プロデューサー：片山剛、中川通成、張眞英、陶山達也、鈴木美枝子
- 制作協力：YELLOW
- 製作著作：TBS

歴代のスタッフ
- TM：荒木健一
- 美術プロデューサー：山口智広

### なんでランクインしたんですか?（2014年）
- 演出：佐藤三生
- 構成：堀田延、あだち昌也、内藤高淑、石原大二郎
- ナレーター：津野まさい、奥田民義
- CAM：小川正明、矢田部修、野中康弘、新井直樹
- 美術プロデューサー：木村洋文
- 美術進行：今井隆之
- メイク：武部千里
- 美術協力：フジアール
- CG：森三平
- イラスト：グレートインターナショナル
- 編集：本郷孝之
- MA：宮嶌宏道
- 音効：Freedom Of Zack
- TK：荒井順子
- 技術協力：港屋、テクノマックス、名古屋東通、グリップ
- 編成：渡辺信也
- 制作進行：川岸宏彰
- デスク：石川素子
- AD：佐々木勇太、渕聡、土橋真央、五十嵐愛美
- ディレクター：相澤雄、小林恭寛、大垣ジョー、杉本諭久、春山正宏
- MP（マネージメントプロデューサー）：稲見亜矢
- プロデューサー：片山剛、石橋孝之、張眞英、林和夫、鈴木美枝子
- 制作協力：YELLOW
- 製作著作：TBS

### あの町はなんで1位なの?（2013年）
- 演出：佐藤三生
- 構成：堀田延、張眞英、足立昌也、内藤高淑、生駒殻、小泉泰成
- TP：山下直
- VE：木野内洋
- CAM：平井祥子
- MIX：石堂遼子
- AUD：横井慶輔
- CC：廣岡達之
- LD：紺野淳一
- 美術プロデューサー：太田卓志
- 美術進行：渋谷政史
- 装置：谷平真二
- 操作：岡田健介
- 電飾：西田和正
- アクリル装飾：青木剛
- 装飾：田中秀和
- メイク：西尾さゆり
- 美術協力：アックス
- CG：森三平
- イラスト：グレートインターナショナル
- 編集：井上達生
- MA：宮嶌宏道
- 音効：Freedom Of Zack
- TK：荒井順子
- イラスト：グレートインターナショナル、Little Bear
- 技術協力：エヌエスティー、テクノマックス、エムズプロ、成田屋、ヴィジュアルペース
- 編成：渡辺信也
- 宣伝：鈴木慎治
- デスク：石川素子
- AD：中島賢一、土橋真央、佐々木勇太、渕聡
- ディレクター：小林恭寛、相澤雄、大垣ジョー
- MP（マネージメントプロデューサー）：稲見亜矢
- プロデューサー：片山剛、石橋孝之、張眞英、林和夫、鈴木美枝子
- 制作協力：YELLOW
- 製作著作：TBS

## ネット局と放送時間

### パイロット版1
| 放送対象地域  | 放送局                    | 系列           | 放送日         | 放送時間（JST）     |
| ------------- | ------------------------- | -------------- | -------------- | ------------------- |
| 関東広域圏    | TBSテレビ（TBS） 製作局   | TBS系列        | 2014年10月12日 | 日曜 14:00 - 15:24  |
| 近畿広域圏    | 毎日放送（MBS）           | TBS系列        | 2014年11月8日  | 土曜 15:24 - 17:00  |
| 山梨県        | テレビ山梨（UTY）         | TBS系列        | 2014年11月23日 | 日曜 14:00 - 15:35  |
| 岡山県 香川県 | 山陽放送（RSK）           | TBS系列        | 2014年11月29日 | 土曜 15:30 - 17:00  |
| 長崎県        | 長崎放送（NBC）           | TBS系列        | 2014年11月29日 | 土曜 15:30 - 16:54  |
| 新潟県        | 新潟放送（BSN）           | TBS系列        | 2014年11月30日 | 日曜 14:00 - 15:24  |
| 大分県        | 大分放送（OBS）           | TBS系列        | 2014年12月20日 | 土曜 14:00 - 15:30  |
| 長野県        | 信越放送（SBC）           | TBS系列        | 2014年12月31日 | 水曜 10:20 - 11:45  |
| 山形県        | テレビユー山形（TUY）     | TBS系列        | 2014年12月31日 | 水曜 14:30 - 15:54  |
| 静岡県        | 静岡放送（SBS）           | TBS系列        | 2014年12月31日 | 水曜 15:00 - 16:24  |
| 石川県        | 北陸放送（MRO）           | TBS系列        | 2015年1月7日   | 水曜 23:53 - 翌1:18 |
| 愛媛県        | あいテレビ（ITV）         | TBS系列        | 2015年1月10日  | 土曜 14:00 - 15:24  |
| 鳥取県 島根県 | 山陰放送（BSS）           | TBS系列        | 2015年1月17日  | 土曜 13:54 - 15:18  |
| 中京広域圏    | CBCテレビ（CBC）          | TBS系列        | 2015年1月24日  | 土曜 15:30 - 17:00  |
| 北海道        | 北海道放送（HBC）         | TBS系列        | 2015年2月8日   | 日曜 14:00 - 15:24  |
| 宮城県        | 東北放送（TBC）           | TBS系列        | 2015年2月8日   | 日曜 14:00 - 15:30  |
| 青森県        | 青森テレビ（ATV）         | TBS系列        | 2015年2月8日   | 日曜 15:30 - 16:54  |
| 秋田県        | 秋田放送（ABS）           | 日本テレビ系列 | 2015年3月8日   | 日曜 16:00 - 17:25  |
| 広島県        | 中国放送（RCC）           | TBS系列        | 2015年3月21日  | 土曜 14:54 - 16:24  |
| 岩手県        | IBC岩手放送（IBC）        | TBS系列        | 2015年3月25日  | 水曜 21:00 - 21:54  |
| 福島県        | テレビユー福島（TUF）     | TBS系列        | 2015年3月29日  | 日曜 14:00 - 15:24  |
| 富山県        | チューリップテレビ（TUT） | TBS系列        | 2015年4月10日  | 金曜 14:34 - 15:59  |
| 鹿児島県      | 南日本放送（MBC）         | TBS系列        | 2015年4月11日  | 土曜 15:00 - 16:24  |

### パイロット版2
| 放送対象地域  | 放送局                    | 系列    | 放送日       | 放送時間（JST）    | 備考       |
| ------------- | ------------------------- | ------- | ------------ | ------------------ | ---------- |
| 関東広域圏    | TBSテレビ（TBS）          | TBS系列 | 2015年1月2日 | 金曜 16:30 - 17:45 | 製作局     |
| 北海道        | 北海道放送（HBC）         | TBS系列 | 2015年1月2日 | 金曜 16:30 - 17:45 | 同時ネット |
| 青森県        | 青森テレビ（ATV）         | TBS系列 | 2015年1月2日 | 金曜 16:30 - 17:45 | 同時ネット |
| 岩手県        | IBC岩手放送（IBC）        | TBS系列 | 2015年1月2日 | 金曜 16:30 - 17:45 | 同時ネット |
| 宮城県        | 東北放送（TBC）           | TBS系列 | 2015年1月2日 | 金曜 16:30 - 17:45 | 同時ネット |
| 山形県        | テレビユー山形（TUY）     | TBS系列 | 2015年1月2日 | 金曜 16:30 - 17:45 | 同時ネット |
| 福島県        | テレビユー福島（TUF）     | TBS系列 | 2015年1月2日 | 金曜 16:30 - 17:45 | 同時ネット |
| 山梨県        | テレビ山梨（UTY）         | TBS系列 | 2015年1月2日 | 金曜 16:30 - 17:45 | 同時ネット |
| 新潟県        | 新潟放送（BSN）           | TBS系列 | 2015年1月2日 | 金曜 16:30 - 17:45 | 同時ネット |
| 長野県        | 信越放送（SBC）           | TBS系列 | 2015年1月2日 | 金曜 16:30 - 17:45 | 同時ネット |
| 静岡県        | 静岡放送（SBS）           | TBS系列 | 2015年1月2日 | 金曜 16:30 - 17:45 | 同時ネット |
| 富山県        | チューリップテレビ（TUT） | TBS系列 | 2015年1月2日 | 金曜 16:30 - 17:45 | 同時ネット |
| 石川県        | 北陸放送（MRO）           | TBS系列 | 2015年1月2日 | 金曜 16:30 - 17:45 | 同時ネット |
| 中京広域圏    | CBCテレビ（CBC）          | TBS系列 | 2015年1月2日 | 金曜 16:30 - 17:45 | 同時ネット |
| 近畿広域圏    | 毎日放送（MBS）           | TBS系列 | 2015年1月2日 | 金曜 16:30 - 17:45 | 同時ネット |
| 鳥取県 島根県 | 山陰放送（BSS）           | TBS系列 | 2015年1月2日 | 金曜 16:30 - 17:45 | 同時ネット |
| 岡山県 香川県 | 山陽放送（RSK）           | TBS系列 | 2015年1月2日 | 金曜 16:30 - 17:45 | 同時ネット |
| 広島県        | 中国放送（RCC）           | TBS系列 | 2015年1月2日 | 金曜 16:30 - 17:45 | 同時ネット |
| 山口県        | テレビ山口（tys）         | TBS系列 | 2015年1月2日 | 金曜 16:30 - 17:45 | 同時ネット |
| 愛媛県        | あいテレビ（ITV）         | TBS系列 | 2015年1月2日 | 金曜 16:30 - 17:45 | 同時ネット |
| 高知県        | テレビ高知（KUTV）        | TBS系列 | 2015年1月2日 | 金曜 16:30 - 17:45 | 同時ネット |
| 福岡県        | RKB毎日放送（RKB）        | TBS系列 | 2015年1月2日 | 金曜 16:30 - 17:45 | 同時ネット |
| 長崎県        | 長崎放送（NBC）           | TBS系列 | 2015年1月2日 | 金曜 16:30 - 17:45 | 同時ネット |
| 熊本県        | 熊本放送（RKK）           | TBS系列 | 2015年1月2日 | 金曜 16:30 - 17:45 | 同時ネット |
| 大分県        | 大分放送（OBS）           | TBS系列 | 2015年1月2日 | 金曜 16:30 - 17:45 | 同時ネット |
| 宮崎県        | 宮崎放送（MRT）           | TBS系列 | 2015年1月2日 | 金曜 16:30 - 17:45 | 同時ネット |
| 鹿児島県      | 南日本放送（MBC）         | TBS系列 | 2015年1月2日 | 金曜 16:30 - 17:45 | 同時ネット |
| 沖縄県        | 琉球放送（RBC）           | TBS系列 | 2015年1月2日 | 金曜 16:30 - 17:45 | 同時ネット |

### パイロット版3
| 放送対象地域      | 放送局                | 系列    | 放送日        | 放送時間（JST）    |
| ----------------- | --------------------- | ------- | ------------- | ------------------ |
| 製作局 関東広域圏 | TBSテレビ（TBS）      | TBS系列 | 2015年3月8日  | 日曜 14:00 - 14:54 |
| 北海道            | 北海道放送（HBC）     | TBS系列 | 2015年3月15日 | 日曜 14:00 - 14:54 |
| 新潟県            | 新潟放送（BSN）       | TBS系列 | 2015年3月22日 | 日曜 16:00 - 16:54 |
| 石川県            | 北陸放送（MRO）       | TBS系列 | 2015年3月22日 | 日曜 16:00 - 17:00 |
| 岡山県 香川県     | 山陽放送（RSK）       | TBS系列 | 2015年3月25日 | 水曜 19:00 - 19:56 |
| 近畿広域圏        | 毎日放送（MBS）       | TBS系列 | 2015年4月4日  | 土曜 13:54 - 14:55 |
| 山梨県            | テレビ山梨（UTY）     | TBS系列 | 2015年4月11日 | 土曜 15:30 - 16:24 |
| 福岡県            | RKB毎日放送（RKB）    | TBS系列 | 2015年4月11日 | 土曜 15:30 - 16:30 |
| 青森県            | 青森テレビ（ATV）     | TBS系列 | 2015年4月12日 | 日曜 10:00 - 10:54 |
| 熊本県            | 熊本放送（RKK）       | TBS系列 | 2015年4月12日 | 日曜 16:00 - 16:54 |
| 山形県            | テレビユー山形（TUY） | TBS系列 | 2015年4月19日 | 日曜 16:00 - 16:54 |

### レギュラー版
| 放送対象地域  | 放送局                    | 系列    | 放送期間                | 放送時間（JST）    | 脚注       |
| ------------- | ------------------------- | ------- | ----------------------- | ------------------ | ---------- |
| 関東広域圏    | TBSテレビ（TBS）          | TBS系列 | 2015年4月20日 - 12月7日 | 月曜 20:00 - 20:54 | 製作局     |
| 北海道        | 北海道放送（HBC）         | TBS系列 | 2015年4月20日 - 12月7日 | 月曜 20:00 - 20:54 | 同時ネット |
| 青森県        | 青森テレビ（ATV）         | TBS系列 | 2015年4月20日 - 12月7日 | 月曜 20:00 - 20:54 | 同時ネット |
| 岩手県        | IBC岩手放送（IBC）        | TBS系列 | 2015年4月20日 - 12月7日 | 月曜 20:00 - 20:54 | 同時ネット |
| 宮城県        | 東北放送（TBC）           | TBS系列 | 2015年4月20日 - 12月7日 | 月曜 20:00 - 20:54 | 同時ネット |
| 山形県        | テレビユー山形（TUY）     | TBS系列 | 2015年4月20日 - 12月7日 | 月曜 20:00 - 20:54 | 同時ネット |
| 福島県        | テレビユー福島（TUF）     | TBS系列 | 2015年4月20日 - 12月7日 | 月曜 20:00 - 20:54 | 同時ネット |
| 山梨県        | テレビ山梨（UTY）         | TBS系列 | 2015年4月20日 - 12月7日 | 月曜 20:00 - 20:54 | 同時ネット |
| 新潟県        | 新潟放送（BSN）           | TBS系列 | 2015年4月20日 - 12月7日 | 月曜 20:00 - 20:54 | 同時ネット |
| 長野県        | 信越放送（SBC）           | TBS系列 | 2015年4月20日 - 12月7日 | 月曜 20:00 - 20:54 | 同時ネット |
| 静岡県        | 静岡放送（SBS）           | TBS系列 | 2015年4月20日 - 12月7日 | 月曜 20:00 - 20:54 | 同時ネット |
| 富山県        | チューリップテレビ（TUT） | TBS系列 | 2015年4月20日 - 12月7日 | 月曜 20:00 - 20:54 | 同時ネット |
| 石川県        | 北陸放送（MRO）           | TBS系列 | 2015年4月20日 - 12月7日 | 月曜 20:00 - 20:54 | 同時ネット |
| 中京広域圏    | CBCテレビ（CBC）          | TBS系列 | 2015年4月20日 - 12月7日 | 月曜 20:00 - 20:54 | 同時ネット |
| 近畿広域圏    | 毎日放送（MBS）           | TBS系列 | 2015年4月20日 - 12月7日 | 月曜 20:00 - 20:54 | 同時ネット |
| 鳥取県 島根県 | 山陰放送（BSS）           | TBS系列 | 2015年4月20日 - 12月7日 | 月曜 20:00 - 20:54 | 同時ネット |
| 岡山県 香川県 | 山陽放送（RSK）           | TBS系列 | 2015年4月20日 - 12月7日 | 月曜 20:00 - 20:54 | 同時ネット |
| 広島県        | 中国放送（RCC）           | TBS系列 | 2015年4月20日 - 12月7日 | 月曜 20:00 - 20:54 | 同時ネット |
| 山口県        | テレビ山口（tys）         | TBS系列 | 2015年4月20日 - 12月7日 | 月曜 20:00 - 20:54 | 同時ネット |
| 愛媛県        | あいテレビ（ITV）         | TBS系列 | 2015年4月20日 - 12月7日 | 月曜 20:00 - 20:54 | 同時ネット |
| 高知県        | テレビ高知（KUTV）        | TBS系列 | 2015年4月20日 - 12月7日 | 月曜 20:00 - 20:54 | 同時ネット |
| 福岡県        | RKB毎日放送（RKB）        | TBS系列 | 2015年4月20日 - 12月7日 | 月曜 20:00 - 20:54 | 同時ネット |
| 長崎県        | 長崎放送（NBC）           | TBS系列 | 2015年4月20日 - 12月7日 | 月曜 20:00 - 20:54 | 同時ネット |
| 熊本県        | 熊本放送（RKK）           | TBS系列 | 2015年4月20日 - 12月7日 | 月曜 20:00 - 20:54 | 同時ネット |
| 大分県        | 大分放送（OBS）           | TBS系列 | 2015年4月20日 - 12月7日 | 月曜 20:00 - 20:54 | 同時ネット |
| 宮崎県        | 宮崎放送（MRT）           | TBS系列 | 2015年4月20日 - 12月7日 | 月曜 20:00 - 20:54 | 同時ネット |
| 鹿児島県      | 南日本放送（MBC）         | TBS系列 | 2015年4月20日 - 12月7日 | 月曜 20:00 - 20:54 | 同時ネット |
| 沖縄県        | 琉球放送（RBC）           | TBS系列 | 2015年4月20日 - 12月7日 | 月曜 20:00 - 20:54 | 同時ネット |